# Serga (Ufa)
Serga (rus. Серга) — rijeka u Sverdlovskoj oblasti, desna pritoka rijeke Ufe (porječje Kame).
Dužine od 113 km, površina porječja je 2.170 km². Širine od 8–10 metara do 20–30 metara kod brana.

## Opće informacije
Naselja:
- Verhnieje Sergi
- Atig
- Nižnije Sergi
- Arakajevo
- Mihajlovsk

Pritoke:
- Bardym
- Demid
- Kozja

## Vodni turizam
Kategorija složenosti — II. Rafting je moguć od kraja travnja (proljetne visoke vode) do rujna. U ljeto je rijeka vrlo plitka. Tradicionalna ruta raftinga: od grada Nižnije Sergi do sela Arakajevo (mjesto križanja rijeke sa željezničkom prugom) ili do Mihajlovska. Rafting prolazi kroz park prirode "Jelenovi potoci" mimo brojnih stijena i špilja. Prepreke — "češljevi" (nadvisujuća stabla, dijeljenje korita), jake struje. Duljina rute do Mihajlovska je oko 50 km.